# داستان‌های کوتاه (فیلم)
داستان‌های کوتاه 
(به تلوگویی: Pitta Kathalu) فیلمی محصول سال ۲۰۲۱ است. در این فیلم بازیگرانی همچون شروتی حسن، ایشا ربا، امالا پال، لاکشمی فومانچو، جاگاپاتی ببو و آشیما ناروال ایفای نقش کرده‌اند.